# ライフ、ラブ&ホープ
『ライフ、ラブ＆ホープ』（Life, Love & Hope）は、2013年に発表されたボストンの6枚目のスタジオ・アルバムである。

## 解説
オリジナル・メンバーのブラッド・デルプ（ヴォーカル）が2007年に他界した後、初めて発表された11年ぶりの新作アルバムである。
2007年に加入したトミー・デカーロ（ヴォーカル）が初めて「オリジナル曲」のリード・ヴォーカルを務めた。更に前作『コーポレイト・アメリカ』（2002年）から参加しているキンバリー・ダーム、最近加入したデヴィッド・ヴィクター、リーダーのトム・ショルツ（ギター他）がリード・ヴォーカルを務める曲も収録されている。ショルツがリード・ヴォーカルを務めるのは本作が初めてである。
『コーポレイト・アメリカ』でデルプがリード・ヴォーカルを務めた収録曲のリマスター版や再編集版も収録されている。

## 収録曲
1. Heaven on Earth（2013年11月14日現在、iTunesなどで先行配信）
2. Didn't Mean to Fall in Love（『コーポレイト・アメリカ』の同名収録曲のリマスター版）
3. Last Day of School（インストゥルメンタル）
4. Sail Away
5. Life Love and Hope
6. If You Were in Love
7. Someday
8. Love Got Away
9. Someone (2.0)（『コーポレイト・アメリカ』の同名収録曲の再編集版）
10. You Gave Up on Love (2.0)（『コーポレイト・アメリカ』の同名収録曲の再編集版）
11. Te Quiero Mia（『コーポレイト・アメリカ』の収録曲「I Had a Good Time」の再編集版。初回限定CDと1,000枚限定発売のレコード盤のボーナストラック）
12. The Way You Look Tonight
13. Oh Canada（1,000枚限定発売のレコード盤のボーナストラック）